# Heissler Guillént
Heissler Guillént, né le 17 décembre 1986, à Caracas, au Venezuela, est un joueur de basket-ball vénézuélien. Il évolue au poste de meneur.

## Palmarès
- Champion des Amériques 2015
- Champion d'Amérique du Sud 2014